# De la Générosité

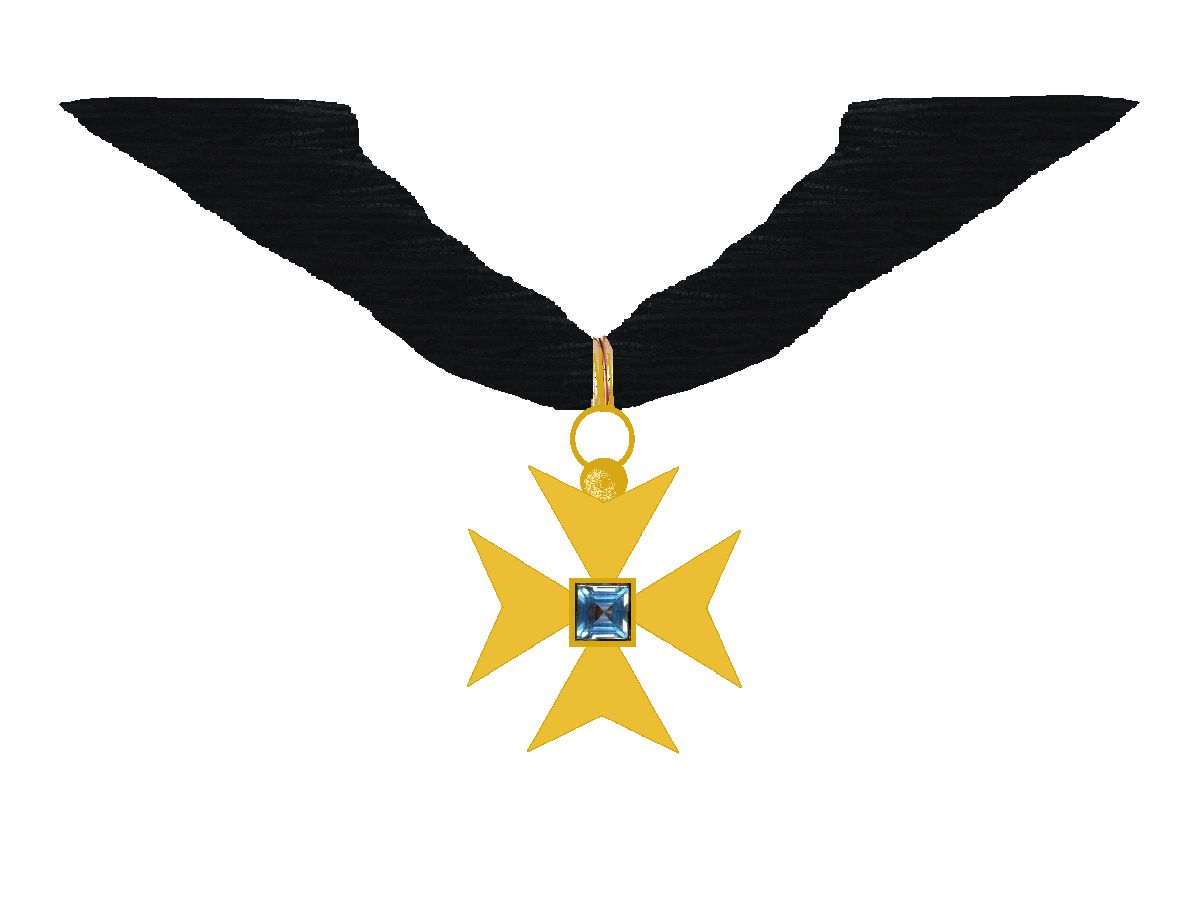
Das Ordenskreuz um 1667

Der Ordre de la Générosité (deutsch Orden des Edelmuts) war von 1688 bis 1701 die bedeutendste Auszeichnung, die in Brandenburg-Preußen vergeben werden konnte. Zwischen 1701 und 1740 war er nach dem Orden vom Schwarzen Adler die zweithöchste Auszeichnung im Königreich Preußen. 1740 wurde er in den Orden pour le Mérite umgewandelt.

## Geschichte
Der Orden wurde 1667 vom erst neunjährigen Prinzen Friedrich von Brandenburg gestiftet. Allerdings wurden keine Statuten festgelegt. Die allgemeine Bestimmung lautete lediglich, der Träger möge „in allen Dingen der Generosität gemäß“ leben. Zu den ersten Rittern gehörte Friedrichs Bruder, Kurprinz Karl Emil von Brandenburg. Der Historiker Leonhard Horowski bezeichnet die Stiftung als „Kinderspiel, […] eine kindliche Imitation jeder großen Orden, wie sie die Könige hatten“. Solche Ordensstiftungen durch minderjährige Fürstenkinder waren im Barock kein Einzelfall (vergleiche Ordre de la Concorde, Ordre de la Sincérité und Ordre du Pavillon).
Ab spätestens 1676 waren die Ritter in fünf Commenderien (Kommenden) geteilt, Egeln und Kloster Zinna im Herzogtum Magdeburg und Hornburg, Osterwieck und Kloster Gröningen im Fürstentum Halberstadt. Wirkliche Kommenden wurden nie gegründet, auch von der Vergabe von Pfründen an die Ordensritter hatte Friedrich spätestens bei seiner Thronbesteigung als Kurfürst Friedrich III. Abstand genommen. Für Zinna ist aber eine umfangreiche Anwärterliste erhalten geblieben. Auch die Regelung, dass nur Ritter de la Générosité in den Schwarzen Adlerorden aufgenommen werden sollten, wurde nicht durchgesetzt.
Da der Orden weniger Ritterorden als Ehrenzeichen war, wurde er in der Folge auch Gnadenkreuz, zur Unterscheidung vom weißen Kreuz des Johanniterordens das blaue Kreuz und nach der Stiftung des Schwarzen Adlerordens der kleine Orden genannt.
Unter dem Soldatenkönig Friedrich Wilhelm I. wurde der Orden vor allem als Prämie für gute Dienste beim Anwerben von Langen Kerls vergeben.
Friedrich II. übernahm im Juni 1740 unmittelbar nach seiner Thronbesteigung Gestalt, Farbe und Form der Beschriftung des Ordens für seine Umwidmung der Auszeichnung in den Orden pour le Mérite. Der Ordre de la Générosité wurde sporadisch noch bis zur Übernahme des Roten Adlerordens durch Preußen 1791 fast ausschließlich an ausländische Adlige verliehen.

## Ordensdekoration

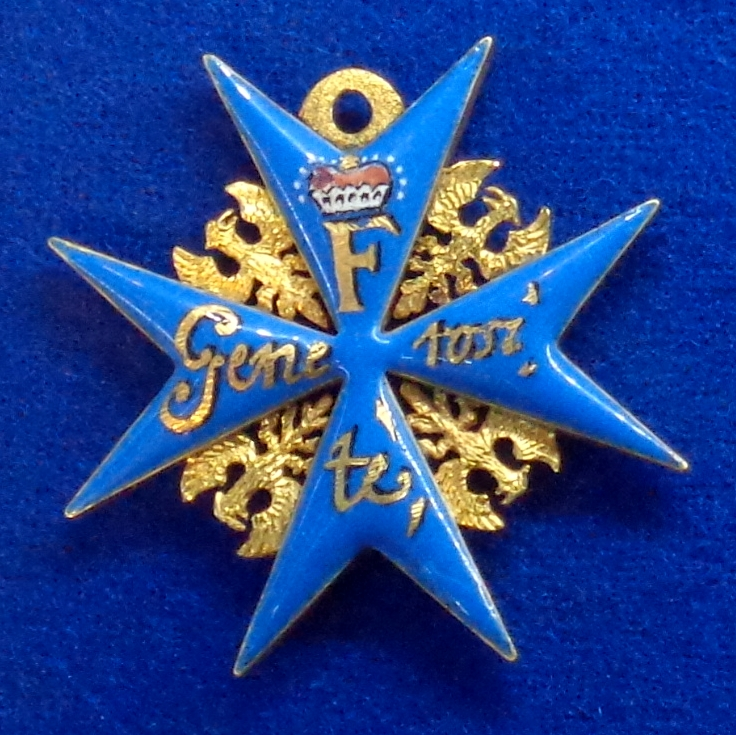
Das Ordenskreuz im 18. Jahrhundert

Das Kleinod des Ordens war ein kleines goldenes Malteserkreuz mit einem Edelstein in der Mitte. Seit etwa 1685 war das Kreuz blau emailliert mit der goldenen Ordensdevise Génér:osi:té unter einem gekrönten F (Friedrich) auf den Kreuzarmen. Zwischen den Kreuzarmen befanden sich goldene Adler. Es wurde an einem schwarzen Ordensband um den Hals getragen.

## Bekannte Ritter
- siehe: Ritter des Ordens de la Générosité